# Raven (personaje)
Raven (en español: Cuervo) es una superheroína ficticia que aparece en los cómics estadounidenses publicados por DC Comics. El personaje apareció por primera vez en un inserto especial en DC Comics Presents # 26 (octubre de 1980), y fue creado por el escritor Marv Wolfman y el artista George Pérez. Hija de un padre demonio (Trigon) y madre humana (Arella), Raven es una empática que puede teletransportarse y controlar su "alma", que puede luchar físicamente, así como actuar como los ojos y oídos de Raven lejos de su físico cuerpo. Ella es un miembro prominente del equipo de superhéroes Los Jóvenes Titanes. El personaje también se conoce con el alias de Rachel Roth como un falso nombre civil.
Raven ha aparecido en numerosos programas de televisión de dibujos animados, series y películas. Raven aparece en su primera adaptación en vivo como uno de los actores principales de la serie de televisión Titans para el nuevo servicio de transmisión de DC interpretada por Teagan Croft.

## Desarrollo
En una entrevista, Pérez describió su enfoque de diseño para el personaje, "siguiendo el ejemplo de que Raven era muy misteriosa al estilo de Phantom Stranger, lo tomé como punto de partida, y usé el rostro sombreado donde la mitad de su rostro siempre está sombreado a pesar de la iluminación, fue un truco que obtuve obviamente de Phantom Stranger, quien también tenía el mismo trato. Él tenía una capa larga y ondulante, al igual que ella, y en su caso, como su nombre era Raven, decidí crear una silueta para ella que La capucha fue diseñada para que de perfil terminara pareciendo la cabeza de un pájaro, de modo que cuando salía su yo del alma, ya que eso estaba hecho en negro completo, parecía un cuervo negro gigantesco. El nombre y el Phantom Stranger fueron clave para la forma en que la diseñé".
Cuando se le preguntó a Pérez si el rostro de los personajes se basaba en alguna persona de la vida real, Pérez dijo lo siguiente: "Originalmente, Raven era Persis Khambatta, la actriz que actuó en la primera película de Star Trek, y más tarde se convirtió en una joven llamada Fran Macgregor, que era una bailarina, y usé algunas de sus características, particularmente para su figura, para Raven".

## Historia

### Primera vida
Un personaje con un oscuro pasado y orígenes, Raven es la hija mestiza de una mujer llamada Angela Roth, conocida como Arella y el demonio Trigon. Raven fue concebida como producto de la violación de Arella por el demonio Trigon. Ella creció en una dimensión alternativa llamada Azarath, con habitantes mágicos y pacifistas cuyo líder espiritual era la mística Azar, quien le enseña a "controlar sus emociones" para reprimir de esa manera la herencia demoníaca que residía en ella. En ese proceso aprendió a desarrollar su empatía, sus poderes curativos y a poder separar el alma de su cuerpo y controlar su Alma-Yo. Esencialmente, si a Raven se le permitía sentir cualquier emoción, su padre la recrearía en su visión para unirse y juntos dominar todas las dimensiones posibles. Durante este tiempo, Raven raramente vio a su madre y se separó de ella. A la muerte de Azar, Arella comenzó la tarea de criar y enseñar a Raven. Alrededor de ese mismo tiempo, se encontró con su padre cara a cara por primera vez. Poco después de cumplir 16/18 años, Raven se enteró de que Trigon planeaba llegar a su dimensión; Ella juró detenerlo.
Raven inicialmente se acercó a la Liga de la Justicia para pedir ayuda, pero la rechazaron por el consejo de Zatanna, quien percibió su parentesco y esencia demoniaca. En su desesperación, ella reformó a los antiguos Titanes como los Nuevos Jóvenes Titanes para luchar contra su padre. El equipo consistía en Robin, Starfire, Cyborg y Beast Boy. Raven y sus nuevos aliados llegarían más tarde a verse más como una familia que como un equipo de superhéroes.
Trigon pronto secuestró a Raven y la llevó con él a su hogar dimensional. El equipo derrotó a Trigon y lo selló en una prisión interdimensional con la ayuda de Arella, que se quedó en la puerta como guardiana. Sin embargo, Raven continuó luchando contra la influencia de su padre, pues él no fue destruido totalmente. Durante un período de tiempo, Raven perdió el control de sus emociones varias veces en situaciones estresantes, pero logró recuperar el control antes de que Trigon pudiera afirmarse y poseerla.
Finalmente, Trigon logró corromperla por completo, y Raven lo ayudó voluntariamente a entrar a la realidad. Trigon destruyó Azarath y a todos sus habitantes además logró absorber y corromper a toda la Tierra, excepto a los Titanes que se salvaron por su vínculo con Raven y las precisas instrucciones de Lilith. Trigon, en su afán por destruirlos creó para cada uno de ellos, versiones corruptas de sí mismos que destruirían todo lo amaban los Titanes, para que al matarlas fuesen corrompidos por Trigon. Pero Lilith logró tomar el control de los duplicados malignos y los usó contra Raven, atacándola hasta matarla, ya que así la liberarían del poder de Trigon. Una vez muerta Raven, la diosa Azar pudo usar su cuerpo como conducto para su poder y las almas de Azarath, almacenadas en los anillos de la propia Raven.
Al hacer eso, el alma de Raven emergió blanca, purificada del mal, y junto con las almas de los habitantes de Azarath, envolvieron a Trigon, que no pudo soportar la pureza de dichas almas y fue destruido.

### Raven
Después de la desaparición de Raven, Arella recorrió el mundo en su búsqueda. La rastreó hasta que finalmente la encontró, pero ambas fueron secuestradas por el Hermano Sangre. Los subordinados del Hermano Sangre usaron a Raven para controlar a Nightwing (anteriormente Robin) como parte de los planes de Sangre. Los Titanes los rescataron a ambos y evitaron que el Hermano Sangre regresara al poder.
Como resultado de la derrota de Trigon, Raven fue libre de experimentar sus emociones por primera vez en su vida. Raven encontró que era capaz no solo de sentir, sino de controlar las emociones de los demás. Aprendió a manejar este poder solo después de que involuntariamente hizo creer a Nightwing que él la amaba cuando ella pensó que estaba enamorada de él. Raven también fomentó una relación con el tecnópata Eric Forrester, que estaba utilizando la fuerza vital de las mujeres que seducía para recuperar parte de su humanidad perdida. Forrester sabía que el Alma-Yo de Raven podía ayudarlo a conservar permanentemente su humanidad. Este intento fue interrumpido por la intervención de Joseph Wilson (Jericho), quien ayudó a Raven a superar su amor por Forrester al destruirlo y así liberar de su influencia a Raven.
Raven fue secuestrada más adelante por The Wildebeest Society durante la historia de "Titans Hunt". Los Wildebeest, encabezados por las almas de Azarath poseídas por Trigón, iban a utilizar a varios Titanes para lograr el regreso de Trigon. Durante una batalla masiva, Raven fue poseída por las almas malvadas y una vez más se convirtió en el doppelgänger de su demoniaco padre. Arella, junto con Danny Chase, usaron el poder del alma de Azar para limpiar a Raven; En consecuencia, su cuerpo fue destruido, Arella y Danny se sacrificaron y se unieron a las almas limpias de Azarath para convertirse finalmente en Phantasm.

### Raven Malvada
Raven apareció poseída por su conciencia negativa e intentó implantar la semilla de Trigon en nuevos cuerpos. Interrumpió la boda de Nightwing y Starfire e implantó una semilla de Trigon en Starfire. En lugar de corromperla, ella realmente implantó el alma positiva de Raven. Esto hizo que Starfire abandonara la Tierra para escapar de la Raven Malvada. Los Titanes fueron capaces de derrotarla solo por la ayuda que recibieron de Phantasm.
Raven más tarde regresó, todavía malvada, con el fin de destruir la versión positiva de sí misma implantada en Starfire. Con la ayuda de los Titanes, la Raven Malvada quedó reducida a cenizas, y la esencia positiva de Raven recibió un nuevo cuerpo de espíritu dorado, que estaba completamente libre de la influencia demoníaca de su padre. En New Tamaran, Starfire y la forma del espíritu dorado de Raven revelaron que la implantación del alma de Raven en Starfire era en realidad su plan para deshacerse de su alma demoníaca de una vez por todas.

### Espíritu Dorado
En su forma de espíritu sin cuerpo, Raven regresó a la Tierra para ayudar a extraer el alma y la conciencia de Cyborg de la mente de la computadora del planeta Technis. Más tarde, fue instrumental en la derrota de Imperiex ayudando a la Mujer Maravilla y Tempest en la re-alimentación del mismísimo Darkseid. Como un espíritu, Raven vagó por la tierra, buscando su lugar en el mundo.

### Renacimiento
Mientras el espíritu de Raven buscaba su lugar en el mundo, el Hermano Sangre vino a reclamarla. Su espíritu fue atrapado en el cuerpo de una adolescente por la Iglesia de Sangre. Los Teen Titans (reformados de nuevo), descubrieron que los fieles de la Iglesia del Hermano Sangre eran adoradores del padre de Raven, Trigon. También encontraron una profecía que relataba el matrimonio entre Hermano Sangre y Raven que resultaría en el Armagedón. El nuevo equipo interrumpió la boda, y Raven obligó al culto a escapar. Luego se unió a los nuevos Teen Titans y se matriculó en una escuela secundaria como Rachel Roth, utilizando el apellido original de su madre.
Después de su renacimiento, Raven comenzó a desarrollar sentimientos románticos por su compañero de equipo, Garfield Logan (Beast Boy), y los dos se unieron románticamente.

### Romance con Beast Boy (Antes de los nuevos 52)
Antes de 52; Chico Bestia y Raven tienen una charla sobre su dificultad en la lectura de sus emociones, y su encuentro con Headcase y Solsticio. Con el tiempo, Raven comienza a abrirse sobre sus verdaderos sentimientos. A pesar de que su oscuridad interior dejaba cicatrices durante toda su vida, ella estaba aún más asustada de su amor por Chico Bestia, de lo que podría causar. Chico Bestia deja claro que no quiere escapar de cualquier parte de ella. Dolida, Raven decide que ella necesita abrazar los sentimientos positivos dentro de sus más recónditas partes, antes que sus sentimientos negativos. Chico Bestia le asegura que esto es parte del ser humano, y señala: "Creo que te has preocupado lo suficiente de lo malo.... así que ¿Por qué no nos centramos en lo bueno para cambiar?" Con eso, comparten un beso sincero para renovar su relación y ella finalmente poder abrazar su amor por los demás.

### 52
En 52, después de la muerte de Superboy, los titanes comienzan a desmoronarse. Robin se une a Batman y Wonder Girl deja el equipo. Beast Boy luchó por mantener el equipo y los nuevos miembros que se unieron solo estaban interesados en buscar la fama y el honor, en lugar de buscar la justicia. Cuando Beast Boy decide ayudar a Steel en una misión, la mayoría de los miembros se van, dejando solo a Raven y Zatanna. Más tarde Beast Boy, Raven, Offspring y Aquagirl ayudan a Steel en el lanzamiento de un ataque a LexCorp. Raven también participó en la III Guerra Mundial. Finalmente, Robin, Wonder Girl y algunos nuevos miembros se unen a los Titanes, haciendo un equipo completo de nuevo. Beast Boy y Raven están entre los únicos miembros que permanecieron en el equipo durante este período.

#### Un año después
Raven dejó el equipo después de que ella y Beast Boy terminaran su relación. Dejando que los demás pensaran que se iba por Garfield, Raven en realidad se fue porque descubrió un secreto de uno de los otros Titanes.
Raven aprovecha este poder con un libro de significado poco claro. Raven tiene un disquete que contiene el alma de Jericho. Realiza un ritual de limpieza sobre su alma y lo transfiere a un nuevo cuerpo antes de regresar al equipo como miembro de pleno derecho.
Sin previo aviso, los titanes son capturados por los villanos Titans East y transportados a la Isla Titan original en la ciudad de Nueva York, donde Raven se ubica al "cuidado" de Enigma y Duela Dent, quien la torturó psicológicamente. Raven se las arregla para escapar. Después de vencer a los Titans East, da indicios de que todavía ama a Garfield, pero se niega a detenerse en el asunto, dejando su relación incierta.
Después de la muerte de Bart Allen, Raven, junto con los otros Titanes adultos, deciden abandonar el equipo. Raven decide entonces asistir a la escuela secundaria, nunca habiendo tenido la oportunidad antes.
Raven protagoniza una miniserie de cinco números escrita por Marv Wolfman, con el arte de Damion Scott. Tiene lugar durante el año que falta, siguiendo los intentos de Raven de vivir como una adolescente normal y asistir a la escuela secundaria. Desafortunadamente, ella consigue inadvertidamente verse inmiscuida en una lucha mística que implica la máscara de la medusa y tiene que luchar por salvar las vidas de sus compañeros de clase. En la revista Wizard # 177, Wolfman describió brevemente la serie, diciendo: "Ella necesita estar sola y encargada de sí misma por primera vez en su vida. "Esto es más que un cuento de Raven" Hasta su nueva vida.

### Titanes
Raven descubre que Trigon tenía más de un hijo en realidad, y que un trío de niños demoníacos dedicados a su padre están detrás de los últimos ataques a los Titanes. Ella es afectada junto con muchos otros Titanes por estos tres malévolos seres. Los tres hermanastros de Raven la manipulan a ella y a Beast Boy como llaves para abrir un portal al reino de Trigon. Raven utiliza su propio poder para influir en la codicia de los demás y hacer que sus medios hermanos roben lo poco que Trigon había dejado. El portal se cierra y los hijos de Trigon, creyendo que han ganado un gran poder, se van.
Los hermanastros de Raven más tarde regresan y provocan su lado demoníaco, haciéndola salir de los Titanes y unirse a ellos. Sin embargo, el equipo fue capaz de rastrearlos y convencer a Raven para unirse al lado del bien una vez más. Más tarde, proporciona a los Titanes una serie de artefactos, todos ellos capaces de matarla, como término para su estancia en el equipo.

### Rebirth
Algún tiempo después de dejar a los Teen Titans, Raven se dispuso a aprender más sobre su familia y su padre Trigon. Durante este tiempo ella vivió en un museo, hasta que un día se encontró inconsciente. Cuando Raven llegó, se encontró en un lugar desconocido al lado de varios otros superhéroes jóvenes, entre ellos su antiguo compañero de equipo Beast Boy, el nuevo Kid Flash y Starfire. Se reveló que la identidad de su captor era Robin, quien explicó que los había secuestrado para reclutarlos para su nuevo equipo de Teen Titans. Continuó explicando que necesitaba cada una de sus habilidades únicas para acabar con su abuelo Ra's al Ghul, su tío Dajjal y su Liga de Asesinos.

## Poderes y habilidades[4]
Raven es una empática, capaz de sentir y alterar las emociones de los demás. Ella puede inducir calma, reprimir la negatividad e incluso hacer que alguien se enamore de ella. Al absorber el dolor de la herida en sí misma, puede inducir una curación rápida para la persona afectada. Raven puede proyectar astralmente una forma sólida de energía negra que toma la forma de un ave, llamada alma propia. Su alma puede viajar largas distancias, volverse intangible y puede comunicarse telepáticamente. Puede actuar como un escudo, ya que puede absorber una cantidad limitada de energía y materia sólida, regurgitándolas antes de reintegrarse con Raven. Usando su alma, ella puede convertir su cuerpo físico en su alma y transportarse o teletransportarse a sí misma y a otros a una distancia limitada. Su alma puede dominar mentalmente a al menos una persona envolviéndola dentro de sí misma. Cuervo' El alma del yo inicialmente podría permanecer fuera de su cuerpo durante exactamente cinco minutos; el hecho de no reintegrarse a tiempo le causaría un tormento mental, aunque finalmente superó esta limitación. En su tercer cuerpo, Raven adquirió la habilidad de volar. Se muestra que Raven puede volar sin ayuda en el espacio.
Como la hija mitad demonio de lo interdimensional, Raven es muy poderosa y muestra una gran cantidad de habilidades. Ella ha mostrado la capacidad de controlar, manipular y / o generar sombras puras y oscuridad. Raven puede manipular energía, tiempo y emociones. Esta última habilidad se manifiesta en diferentes variaciones, desde causar dolor supremamente destructivo, inducir tensión, ilusiones basadas en el miedo y robar emociones de otros. En varios casos, Raven tiene un profundo conocimiento de la magia y también ha mostrado habilidades de hechicería, como inducir la inconsciencia de Tim Drake con un toque, soltando bolas de fuego "dentro de los pliegues de su capa" (como en The New Teen Titans Annual # 4 (1988), o lanzando explosiones eléctricas lo suficientemente fuertes para acabar con todos sus hermanos y todos los titanes adultos.
Al igual que sus hermanos, Raven puede inducir y amplificar uno de los siete pecados mortales (en su caso, orgullo) en cualquier ser viviente, sin embargo, esto le hará sufrir episodios de sangre y muertes durante varios días como efectos secundarios.
Raven también tiene una precognición limitada, lo que le permite predecir eventos futuros que están a punto de ocurrir, aunque esto sucede de manera involuntaria e infrecuente. También se ha demostrado que es una excelente combatiente cuerpo a cuerpo, a pesar del hecho de que rara vez utiliza estas habilidades.

## Otras versiones
- Existe una versión radicalmente diferente de Raven en Teen Titans: Earth One. Nacida en la Reserva Ramah Navajo de Nuevo México, tiene sueños proféticos de los titanes después de encontrarse con una nave estelar Tamaranean estrellada. Más tarde se une al equipo.[24]
- En The Books of Magic Annual #3, se puede ver una versión de los Jóvenes Titanes en la realidad alternativa de Timothy Hunter. La contraparte de Raven se llama "Moonchild" y es un compañero del Phantom Stranger.
- En la historia de Titans Tomorrow, Dark Raven, una imagen futura de Raven, es miembro de Titans Tomorrow. Se la conoce como la "Bruja Malvada del Oeste" debido a que consume las emociones de la mayor parte del continente americano para mantener la paz.
- En Amalgam Comics, una fusión de Raven y Aliya Dayspring de Marvel se llama Raveniya Dayspring.
- En el universo "Superman/Batman Mash-Up", Doctor Destiny atrapó a Superman y Batman en un universo donde hay fusiones de varios personajes de DC. Ravanna era una fusión de Raven y Zatanna, y era un miembro fallecido de los Justice Titans. Su traje se conserva como memorial.[25]
- En DC/Wildstorm: DreamWar, Raven aparece junto con el resto de los Teen Titans de la era Wolfman/Perez como parte del complot impulsado por los sueños de Chimera para hacer Wildstorms, en el que normalmente los héroes muy brutales actúan como los héroes de sus sueños del Universo DC. La apariencia inicial hizo que la Torre de los Titanes original apareciera de la nada en la parte superior de las instalaciones de la prisión de Riker's Island. El Sr. Majestic es enviado a investigar, pero un Starbolt y un solo toque de Raven lo derriban antes de que la mayoría de los Titanes escapen. Luego aparece junto a los otros Teen Titans cuando se involucran con los miembros de Gen¹³. A medida que los héroes de DC, animados como están, se dan cuenta de que Chimera los está utilizando y dejan de luchar y vuelven a un enfoque más cauteloso del mundo que los rodea, Chimera decide soñar con villanos como Doomsday para continuar con sus deseos antes de recurrir a incubar un Sun-Eater dentro de la luna. Mientras que la mayoría de los héroes capaces viajan a la luna para evitar que Sun-Eater la destruya, Raven junto con Midnighter, independientemente el uno del otro, deducen dónde se escondía la Quimera a través de La carta robada de Edgar Allan Poe, ambos deducen que Quimera se estaba escondiendo a la vista. Después de una breve pelea con el Ladrón de Sombras, deprimidos por un vistazo a la mente de Raven, finalmente encuentran a la Quimera encogida antes de despertarlo, lo que hace que todos los personajes de DC desaparezcan, pero dejando atrás el daño.
- Raven es un personaje principal en Tiny Titans, en la que vive en casa con su padre Trigon, quien lo sustituye como maestro en su escuela.
- En la serie Booster Gold, Black Beetle ha retrocedido en el tiempo para corromper la historia. En la batalla entre los Jóvenes Titanes contra Deathstroke y Ravager, Black Beetle mata a los Titanes excepto a Raven, que apareció un momento después. Booster Gold, Skeets y Rip Hunter llegue a la escena y dígale a Raven que la historia ha sido arrasada, y pídale que los ayude a localizar a Black Beetle. Raven los acompaña a un futuro alternativo donde los Nuevos Jóvenes Titanes nunca existieron y Trigon se había apoderado de la tierra. Rastrean a Black Beetle pero él escapa a la corriente temporal. Regresan al momento de la batalla con el Devastador y para corregir la corriente temporal. Booster noquea a Deathstroke, se pone su armadura y replica la escena. Antes de partir con el cuerpo de Ravager, Booster le dice a Robin: "Acepta tu herencia y guía a Damian". Mientras tanto, Raven planta recuerdos falsos en la mente de Deathstroke, para que siempre culpe a los Titanes por la muerte de su hijo y se convierta en el mayor adversario de los Jóvenes Titanes.[26]
- En la línea de tiempo alternativa de la historia de Flashpoint, Raven es miembro de Seis Secretos, un grupo de poderosos hechiceros de la Tierra. Raven, Zatanna y Mindwarp son asesinados por Enchantress, quien resulta ser una espía del Amazonas y se le ordenó infiltrarse en los Siete Secretos. Enchantress finalmente es asesinada por Superman. Curiosamente, las relaciones de Raven y Zatanna con sus padres parecen haber cambiado.
- En el universo DC Bombshells, la madre de Raven era de Alemania y se enamoró del espíritu bestial de las montañas, Das Trigon. A pesar del odio que recibió de los otros aldeanos por dar a luz a la hija de Trigon, Azaria todavía crio a Raven con cuidado mientras le enseñaba algo de magia. Después de que su pueblo y la gente del pueblo fueran asesinados por los Alemanes y Killer Frost, La Hija del Joker acogió a Raven y la obligó a usar su magia en beneficio del Tercer Reich. Inicialmente aparece cuando John Constantine y Zatanna (también víctimas de la Hija del Joker) fueron arrojadas al gueto, pero se reveló que era la Hija del Joker disfrazada que usó a Zatanna para conocer los planes de las Bombas. La hija del Joker luego convoca al cuervo real (que todavía está bajo su control) para frustrar a las Bombshells contra su voluntad. Sin embargo, parte de su magia pasa a Miri Marvel, quien trabaja con Zatanna para liberarse de la maldición de la Hija del Joker. Luego trabaja junto con las Bombshells para derrotar y despojar a la Hija del Joker y su ejército.[27]

## En otros medios

### Televisión

#### Acción en vivo
- Raven aparece como uno de los personajes principales de la serie de televisión Titans, interpretada por Teagan Croft.[28] Después de que su "madre" fue asesinada por un agresor desconocido, la adolescente Rachel Roth muestra sus habilidades telequinéticas excepcionalmente fuertes por pura furia y huye de la ciudad. Rápidamente es secuestrada y llevada a la estación de policía, donde conoce al superhéroe y al detective de policía Dick Grayson, a quien reconoce de sus pesadillas, y le pide ayuda. Robin finalmente forma un equipo de héroes para proteger a Rachel de su padre y sus acólitos mientras la entrena para usar sus poderes para el bien. Rachel finalmente derrota a su padre y lo aprisiona en una pequeña joya, que coloca en su frente para asegurarse de que nunca pueda escapar.
  - Raven aparece en la parte final del crossover de Arrowverso Crisis on Infinite Earths a través de imágenes de archivo del episodio "Titans".[29]

#### Animación
Todas las apariciones de Raven son expresadas por Tara Strong.
- Una versión adolescente de Raven aparece en la serie animada Teen Titans. Uno de los personajes principales del programa, era tan popular que sus retratos posteriores en cómics intentaron estar más cerca de esta versión de ella. Su traje es relativamente el mismo que su contraparte cómica, pero su vestido azul se reemplaza con una capa morada con capucha y un leotardo negro para evitar varias complicaciones de animación. No obstante Raven de estilo Teen Titans en serie de 2003 en si es un personaje fácil de hacer en cosplay femenino, por lo que es popular por el leotardo, las botas así como un estilo simple incluyendo su capa, se ha apreciado en ciertas convenciones de cómics y otros eventos afines distintas cosplayers con grupos que hacen a sus personalidades o también la personalidad blanca que representa el total control de su poder.

- Raven regresa con los cortos de New Teen Titans; y en uno, ella va a una cita con el niño gótico.

- Raven reaparece en Teen Titans Go!, si bien su apariencia permanece casi sin cambios respecto a la serie original de Teen Titans, más tarde se muestra que su cabello corto ahora es negro con rayas moradas en lugar de violeta morado. Además, en el episodio "Hey Pizza", a su leotardo se le llama en broma como un "traje de baño". Esta versión de Raven es significativamente más habladora y social que en su apariencia original de la serie, aunque ocasionalmente muestra su lado oscuro (aunque principalmente cuando está provocada o agitada). En "Legendary Sandwich", se revela que le encanta el programa Pretty Pretty Pegasus (una parodia de My Little Pony, por la que Strong de su voz como Twilight Sparkle) pero tiene miedo de cualquier otra cosa "femenina" (flores, corazones, chocolates y conejos). Similar a los cómics, ella está enamorada de Beast Boy, que culmina en una atracción mutua real en "Rocks and Water". Formalmente se convierten en una pareja en el doble episodio "BBRae", que se titula después de su "nombre del barco" utilizado por sus fanes como pareja. Ella tiene otra identidad de superhéroe llamada "Lady Legasus" ("Mujer Piegaso" en España y "Lady Piernazus" en Latinoamérica), una superhéroe vestida con un leotardo amarillo, mancuernas doradas mas sus botas igual en amarillo y tiene piernas poderosas, como su nombre sugiere usando en este caso un estilo de pelea más enfocado a combate cuerpo a cuerpo. También en la película Teen Titans Go! to the Movies no cambia mucho su atuendo y solo su estilo de dibujo en "la canción que inspira y te animara".

- Raven aparece en la final de dos partes de DC Super Hero Girls temporada 4 "Nevermore" (con la voz de Tara Strong), en la que su padre demonio está usando su magia para abrir un portal a Metrópolis. Ella regresa con la leyenda Leyendas de Atlántis, donde emplea el hechizo de marca registrada de su serie 2003 "Azarath, Metrion, Zinthos".

- Raven aparece en OK KO! Let's Be Heroes en el especial "Crossover Nexus". Esto marca la primera vez que su personaje aparece en una propiedad que no es DC.
- Raven estaba programado para aparecer como personaje secundario en una serie animada planificada de Nightwing.[30]
- Raven aparece en la serie de 2019 DC Super Hero Girls con Tara Strong repitiendo su papel.

### Películas
- Raven aparece en la película animada Teen Titans: Trouble in Tokyo, con Tara Strong retomando su papel de nuevo.[31]
- Raven aparece como un personaje principal en la película animada Justice League vs. Teen Titans, con la voz de Taissa Farmiga. Ella es el centro de la historia, ya que gira en torno a su padre, Trigon, que intenta conquistar la Tierra al poseer la Liga de la Justicia, utilizando a Raven como el portal.[32] A los catorce años, se une a Damian Wayne ya que se reconocen como almas gemelas. Esta versión luce la piel gris de la versión de su serie de TV 2003, y en un momento también emplea el conjuro de hechizo estándar de esta última ("Azarath, Metrion, Zinthos") para efectuar su magia. Se las arregla para contener a Trigon en un cristal mágico, que ahora lleva en su frente en todo momento.
- Raven aparece en la secuela animada Teen Titans: The Judas Contract, con Farmiga retomando su papel. Ella permanece cerca de Damian y se ha suavizado emocionalmente, incluso haciendo bromas ocasionales, tratando de ayudar a Terra con aparentes pesadillas, y también trayendo un perro negro como mascota.
- Raven aparece una vez más en la película animada de superhéroes Teen Titans Go! To The Movies como uno de los personajes principales, con la voz de Tara Strong.
- Raven aparece en la película Justice League Dark: Apokolips War, con Farmiga en la cual se muestra a una Raven débil por tener que retener a Trigon en su gema. Se une ha Superman para buscar la ayuda de Jonh Constantine para localizar a Damian Wayne. Juntos se reúnen con Lois Lane y el Escuadrón Suicida, idean un plan para recuperar el planeta. Cuando están a solas, Damian le confiesa sus sentimientos a Raven y todo apunta a que son correspondidos. En Apokolips, Raven presencia la muerte de Damian cuando este salva a su padre, esto provoca que pierda el control y Trigon pueda salir de su prisión. Raven le confiesa a un muerto Damian que lo ama, este revive cuando Raven usa sus poderes curativos. Al final de la película Raven y Damian comparten un beso antes del Flashpoint.[33]
- Los Teen Titans Go! y las versiones originales de la serie animada Teen Titans de Raven aparecen en Teen Titans Go! vs. Teen Titans, con Tara Strong repitiendo el papel para ambos. Además, varias versiones alternativas de Raven aparecen a lo largo de la película, que incluyen sus contrapartes de Tiny Titans, el cómic New Teen Titans y el Universo de Películas Animadas de DC.

### Videojuegos
- Raven es un personaje jugable en los videojuegos de consola y videojuegos Teen Titans Game Boy Advance, con Tara Strong retomando su papel en este último.
- Raven aparece en DC Universe Online, doblada por Adriene Mishler. Ha sido poseída por su padre Trigon como parte de una invasión demoníaca de Metrópolis y la Tierra, usando Raven. Los jugadores de héroes y villanos lucharán con o contra los titanes para liberar o mantener a Raven bajo el control de Trigon. Si es liberada, se unirá a los jugadores de Hero junto con Zatanna y al Doctor Fate en la lucha contra el Hermano Sangre, que es el catalizador de la invasión de Trigon's. A través de pequeños clips de información que se encuentran a lo largo del juego, el jugador aprenderá que Circe está bastante agravado por el hecho de que Raven se niega a rendirse y desea que la castiguen una vez que tenga lo que quiere, mientras que Wonder Woman la considera un verdadero héroe por contener las fuerzas oscuras dentro de ella. Y continuando la lucha contra ella. Fuera de la historia principal, Raven se encuentra en la Atalaya. s Ala mágica donde ella es un vendedor del conjunto de armaduras de Nivel 1 para los héroes alineados mágicamente. Si se hace clic repetidamente, comentará que no siempre es sarcástica cuando habla.
- Raven es un personaje jugable en Injustice: Gods Among Us, con Tara Strong una vez más repitiendo su papel pero con una voz más profunda y más demoníaca que suena (aunque un tráiler con Green Lantern en modo Story la tuvo con la misma voz que la encarnación de televisión, sugiriendo que la voz de Strong fue filtrada). Trigon aparece como parte de su súper ataque,[34] y las notas Raven del Régimen en una confrontación con la Mujer Maravilla que ella sirva al Superman de su mundo como las acciones de Superman ayudarán en el regreso de su padre. En su final de jugador único, el "normal" Raven, después de haber gastado una gran cantidad de energía demoníaca derrotando a Superman, se da cuenta demasiado tarde de que ha convocado a su padre Trigon al mundo. Dándole las gracias, él convoca a un ejército de demonios y se dispone a conquistar el mundo.
- Raven aparece como un personaje descargable de contenido descargable en LEGO Batman 3: Beyond Gotham.[35]
- Raven, en su encarnación de Teen Titans Go!, aparece como un personaje jugable en Lego Dimensions, con Tara Strong repitiendo su papel.[36]
- Raven hace un cameo en el final de Starfire en Injustice 2 ya que este último tiene un flashback de los Titans celebrando sus victorias. Starfire menciona que Raven ya no está con ellos, ya que ahora se ha convertido en una sirvienta de Trigon.
- Raven aparece como un personaje jugable en Lego DC Super-Villains, con la voz de Tara Strong.
- Raven aparece como un personaje jugable en Fortnite: Battle Royale, como personaje del Pase de Batalla de la Temporada 6 del Capítulo 2, también aparece como NPC en el mapa del juego con el cual se puede obtener un arma de categoría exótica

## Frase célebre
- "Azarath, Metrion, Zinthos"
- Wikiquote alberga frases célebres de o sobre Raven (personaje).